# Ángel Custodio Vásquez
Ángel Custodio Vásquez Galdames fue un ingeniero y senador chileno. Nació en 1876 hijo de Ángel Custodio Vásquez y de Petronila Galdames Orellana. Casado con Isolina Flores, con la cual tuvo 5 hijos.
Estudió en la Escuela de Minas de Copiapó (actual Universidad de Atacama) donde se tituló de Ingeniero.
En 1896 ingresó a las filas del Partido Radical, alcanzando altos cargos, teniendo la misión de organizar el partido en Calama y reorganizarlo en Antofagasta. En 1938 fue designado presidente del Frente Popular.
Trabajó durante 26 años en el Ferrocarril de Antofagasta a Bolivia. Fue empresario de la construcción. Formó parte de importantes organizaciones sociales como la Sociedad de Instrucción Primaria entre otras además creó diversas instituciones de ayuda a los más desvalidos y de promoción popular como la Sociedad de Artesanos de Copiapó y la de Antofagasta entre muchas otras sociedades de este tipo no solo en el norte de Chile.
En Chuquicamata formó la Biblioteca Popular, la primera de su tipo en la zona y cuyo intención era acercar a obreros y trabajadores a toda clase de libros puesto que la única biblioteca existente solo contenía textos de carácter técnico de escaso valor literario.
En Pueblo Hundido (actual comuna de Diego de Almagro) creó la primera escuela primaria del pueblo, el cual carecía de todo tipo de institución de enseñanza.
En 1947 se desarrolló una elección complementaria para reemplazar al senador Gabriel González Videla quien había dejado el cargo al asumir como Presidente de la República; en esta elección Ángel Custodio Vásquez fue elegido Senador de la República por la 1.º Circunscripción de Tarapacá y Antofagasta para el período comprendido entre 1947 y 1953, participando en diversas comisiones.
Presentó varios proyectos de ley, algunos de los cuales se convirtieron en ley como la que materializó a la Escuela de Minas de Antofagasta (creada pero no puesta en funcionamiento), y la internación desde el extranjero libre de todo impuesto de materiales para la Municipalidad de Arica.
El senador Vásquez Galdames luego de su retiro de la política activa, se dedicó por completo a sus actividades empresariales en el rubro del turismo y en esta condición fue director del Consorcio Hotelero de Chile.
Falleció a los 91 años, el 1 de octubre de 1967.